# Nervilia bicarinata
Nervilia bicarinata (Blume) Schltr., 1911 è una pianta della famiglia delle Orchidacee originaria dell'Africa subsahariana e della penisola arabica.